# Fontanières

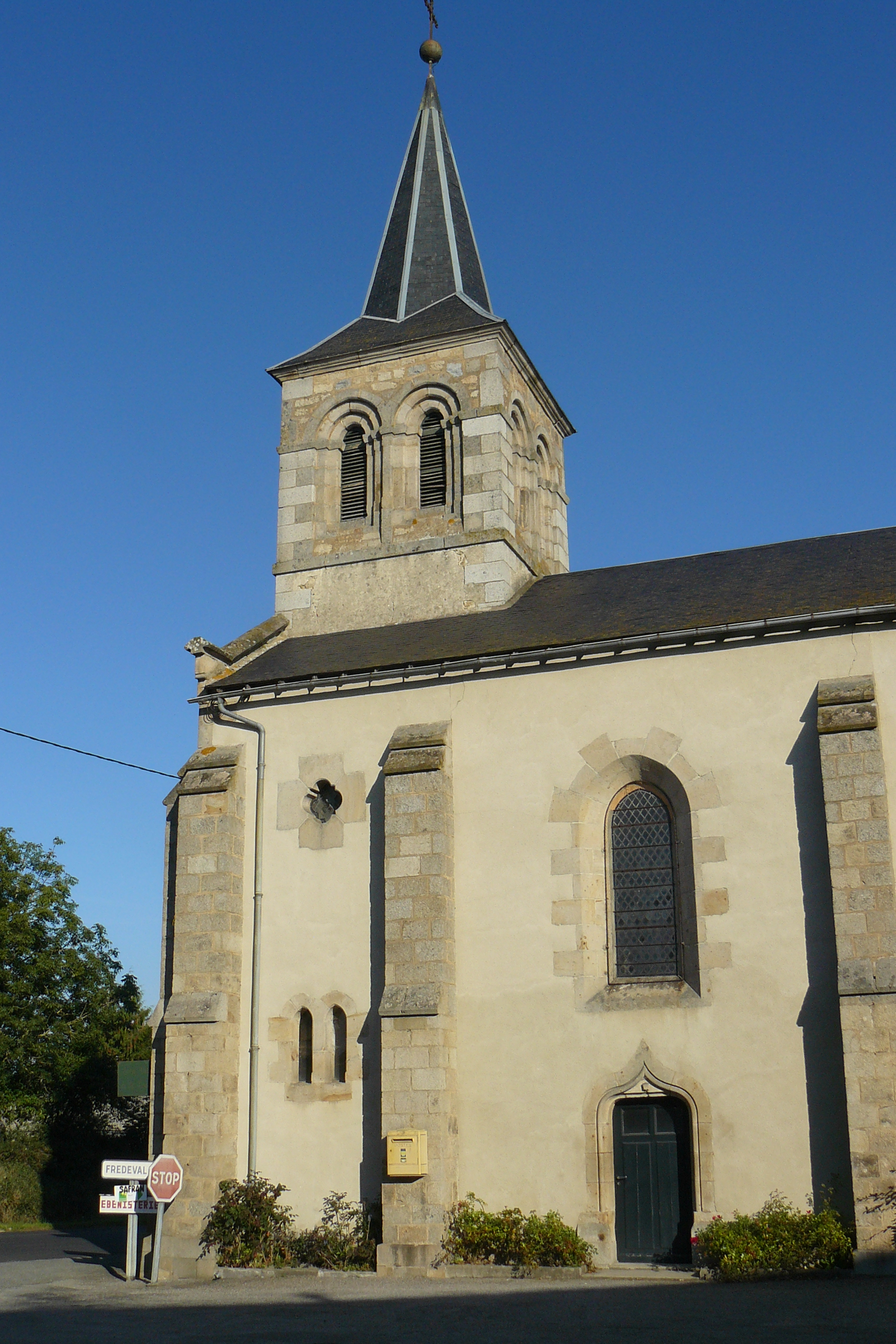
Iglesia Notre-Dame-de-la-Route, Fontanières.

 Fontanières  es una comuna  (municipio) de Francia, en la región de Lemosín, departamento de Creuse, en el distrito de Aubusson, en el cantón de Évaux-les-Bains.
Su población en el censo de 1999 era de 259 habitantes.
Está integrada en la Communauté de communes Auzancea-Bellegarde-en-Marche.

## Demografía
| 319 | 361 | 336 | 277 | 279 | 259 |
| Para los censos de 1962 a 1999 la población legal corresponde a la población sin duplicidades (Fuente: INSEE [Consultar]) |     |     |     |     |     |